# Jannes Munneke (componist)
Jannes Munneke (1938) is een Nederlandse componist, dirigent van verschillende koren in Nederland en een vooraanstaand kerkmusicus in de Gereformeerde Kerken vrijgemaakt. Hij behaalde aan het Stedelijk Conservatorium in Groningen de akte Schoolmuziek. Later behaalde hij het einddiploma koordirectie aan het Sweelinck-Conservatorium in Amsterdam bij Jan Pasveer. Hij was jarenlang muziekdocent aan de pabo. Hij dirigeert naast G.O.V. Magdiël te Amersfoort ook sinds de oprichting in 1969 het Gereformeerd Kamerkoor Amersfoort, en sinds april 2000 is hij cantor van de Theologische Universiteit Kampen (Broederweg). In  Amersfoort is hij een van de organisten in kerkgebouw 'de Schaapskooi' en leidt hij de cantorij van die kerk.
- Gemeinsame Normdatei: 173919480
- Virtual International Authority File: 190972325
- WorldCat: E39PBJxmFcm3thHV3CGFjt9JjC